# La ragazza di fuoco
La ragazza di fuoco (Catching Fire) è un romanzo di fantascienza per ragazzi del 2009 scritto da Suzanne Collins, il secondo della trilogia degli Hunger Games, in cui si prosegue il racconto di Katniss Everdeen e della futuristica nazione di Panem.
In seguito agli eventi del primo libro, Hunger Games, una ribellione contro Capitol City monta nei distretti, e Katniss e il suo compagno Peeta sono costretti a ritornare nell'arena in occasione della settantacinquesima edizione degli Hunger Games. I maggiori temi includono sopravvivenza, controllo governativo, ribellione e interdipendenza vs. indipendenza.
Il romanzo è stato pubblicato negli Stati Uniti il 1º settembre 2009, mentre in Italia il 2 novembre 2010. La ragazza di fuoco ha ricevuto parecchi pareri positivi ed elogi riguardanti lo stile, il finale e il sofisticarsi sempre più della protagonista. Il terzo libro della serie, Il canto della rivolta, è stato pubblicato il 24 agosto 2010 negli Stati Uniti; l'uscita italiana è avvenuta il 15 maggio 2012. Suzanne Collins ha venduto oltre 50 milioni di copie nell'America settentrionale (soprattutto negli Stati Uniti) e quasi 1 milione di copie in Italia

## Ambientazione
La ragazza di fuoco è ambientato nella fittizia nazione di Panem, situata in Nord America, tra le Montagne Rocciose, con capitale Capitol City.
Il Distretto 12, dove abita Katniss, la protagonista, è collocato in una regione ricca di carbone, Appalachia, in riferimento ai Monti Appalachi (nel versante orientale degli Stati Uniti e del Canada). Ci sono in tutto dodici distretti, oltre al tredicesimo, che fu distrutto da Capitol City per estinguere una rivolta accaduta molti anni prima.
Gli Hunger Games hanno luogo in un'arena costruita per l'occasione in una località non nota, piena di trappole ed insidie, e vi partecipano 24 ragazzi tra i 12 e i 18 anni, i quali combatteranno fino alla morte, finché non ne rimarrà uno solo in vita. Funzione degli Hunger Games è tenere a bada la popolazione più povera e quindi più motivata a ribellarsi, offrendo al pubblico un sadico spettacolo con il quale intrattenersi.

## Trama
Dopo aver vinto la 74ª edizione degli Hunger Games, Katniss Everdeen e Peeta Mellark si trasferiscono nelle loro nuove abitazioni nel Villaggio dei Vincitori del Distretto 12, il distretto più povero di tutta Panem.
Il giorno stesso in cui Katniss e Peeta stanno per iniziare il Tour della Vittoria, viaggiando per i vari distretti con lo scopo di festeggiare la loro recente incoronazione a vincitori, il presidente Snow si reca a far visita alla ragazza. Snow le rivela di sentirsi beffato dalla minaccia di suicidio sua e di Peeta, che ha consentito loro la vittoria. Il suo atto, spiega il presidente, avrebbe generato sentimenti rivoluzionari tra gli abitanti dei vari distretti. Infine, le ordina di convincere non solo gli abitanti di Panem, ma anche lui, che il suo gesto non era un segno di sfida nei confronti della capitale, ma un atto di amore folle per Peeta.
La prima tappa del Tour della Vittoria è il Distretto 11, paese natale dell'amica e alleata di Katniss nei passati Hunger Games, Rue, prima che morisse. 
 Durante la cerimonia, Katniss tiene un discorso molto breve agli abitanti del distretto, ringraziando le famiglie dei tributi deceduti. Alla fine, un vecchio fischietta la melodia che Rue utilizzava per Katniss all'interno dell'arena, e l'intera folla fa lo stesso gesto che la ragazza aveva usato per dare l'ultimo saluto a Rue. In seguito, Katniss viene portata via da Peeta, ma non prima che riesca a scorgere i Pacificatori sparare in testa al vecchio che aveva cominciato a fischiettare la melodia.
Katniss e Peeta proseguono il loro tour per tutti i dodici distretti, fino ad arrivare a Capitol City. Durante un'intervista, Peeta chiede la mano di Katniss pubblicamente, davanti alle telecamere, sperando così di risolvere la controversia nata tra la ragazza ed il presidente Snow. Nonostante ciò, Katniss viene a sapere che i loro tentativi di sopprimere la ribellione nei vari distretti sono falliti.
Poco dopo essere tornati al Distretto 12, Katniss scopre un tentativo di rivolta fallito nel Distretto 8 e decide di parlarne con Gale, il suo migliore amico (da sempre innamorato di lei), il quale intende seguire quell'esempio. I due giovani s’incontrano nel bosco, dove Katniss gli propone di fuggire, ma Gale rifiuta, accusandola di voler abbandonare il Distretto 12 dopo aver scatenato una ribellione: i due finiscono con il litigare. 
 Le cose si complicano quando i vecchi Pacificatori (forze dell’ordine) del Distretto 12 vengono sostituiti da altri più intolleranti, che nessuno osa contrastare. Gale viene addirittura frustato a sangue per aver cacciato di frodo fuori dalla recinzione ed esser stato scoperto; a quel punto, Katniss, che nutre sentimenti contrastanti per l’amico, perché non capisce se è innamorata o meno di lui, cerca di fermare il capo dei Pacificatori, aiutata da Peeta, Haymitch e Darius, un giovane pacificatore amico della ragazza che, a causa del suo intervento in favore di Gale, viene reso un senza-voce.
Ritiratasi nella foresta oltre la recinzione per pensare, Katniss incontra due fuggiasche del Distretto 8, Bonnie e Twill. Le due donne credono che il Distretto 13 non sia stato totalmente distrutto da Capitol City durante la rivolta, teoria avanzata per via del filmato stesso delle rovine che la televisione trasmette frequentemente, e che è sempre lo stesso filmato, con gli stessi particolari.
È giunta però l'Edizione della Memoria: infatti, quando Capitol City sconfisse i tredici distretti ribelli, annientando il tredicesimo ed istituendo così gli Hunger Games, decise che, ogni 25 anni, si sarebbe svolta un'edizione speciale dei giochi, chiamata appunto "Edizione della Memoria". Gli strateghi scrissero quindi diverse pergamene, contenenti varianti applicabili ai normali giochi, per ricordare ai distretti sconfitti i vari elementi che portarono Capitol City alla vittoria. Fino ad ora, sono state aperte due pergamene:
- 1ª edizione della memoria (25º anno): per ricordare ai ribelli che i loro figli morirono a causa loro, i tributi furono eletti dagli abitanti del distretto stesso.
- 2ª edizione della memoria (50º anno): per ricordare ai ribelli che per ogni abitante di Capitol City morirono due ribelli, i 12 distretti di Panem dovettero inviare il doppio dei tributi. Questo fu l’anno in cui vinse Haymitch.

Così, quella sera, viene annunciato che, per la 75ª edizione degli Hunger Games, 24 dei vincitori ancora in vita dei precedenti Hunger Games saranno costretti a venir di nuovo sorteggiati e a ritornare nell'arena ("per ricordare ai ribelli che neanche i più forti di loro possono sconfiggere Capitol City, i tributi saranno scelti tra i vincitori ancora in vita"). Katniss capisce subito che, per forza di cose, verrà selezionata, essendo l'unica femmina vincitrice del suo Distretto. Durante la successiva estrazione, esce fuori il nome di Haymitch, ma Peeta si offre volontario al posto suo. Katniss decide quindi di far vincere Peeta e fa promettere ad Haymitch di proteggerlo a scapito della sua stessa vita. Nei giorni successivi, sarà lo stesso Peeta a stimolare i due ad allenarsi.
Durante i Giochi, nonostante inizialmente Katniss fosse contraria a tale idea, lei e Peeta si alleano con altri due vincitori: Finnick Odair, un ragazzo di 24 anni riuscito a sopravvivere nell'arena a soli 14 anni, e Mags, una donna di 80 anni, mentore di Finnick, entrambi del Distretto 4. 
 Dopo la morte di Mags, che si sacrifica per permettere ai tre ragazzi di sfuggire ad una nebbia velenosa scatenata contro di loro dagli Strateghi, Katniss, Peeta e Finnick uniscono le loro forze a quelle di Johanna Mason, una ventunenne sarcastica e spesso crudele del Distretto 7, che vagava per l’arena in compagnia di Beetee e Wiress, un anziano ed una quarantenne eccezionalmente intelligenti del Distretto 3. Wiress dimostra subito la sua genialità, rivelando a Katniss che l'arena è strutturata come un orologio, in cui varie calamità si abbattono in una determinata zona dell'arena ad un'ora ben precisa.
Dopo che Wiress viene uccisa da uno dei Tributi Favoriti, il gruppo concorda, assieme a Beetee, un piano per attirare gli avversari rimasti sulla spiaggia dell’arena e poi fulminarli con del filo metallico collegato ad un albero che attira i fulmini.
Negli ultimi capitoli del libro, Katniss riesce a dirigere il fulmine attirato dall’albero nel campo di forza che circonda l'arena, distruggendola. A causa dell’esplosione, però, la ragazza perde i sensi e, quando si risveglia, si ritrova a bordo di un hovercraft, diretto al Distretto 13. Con lei ci sono Finnick, Beetee, Plutarch Heavensbee (Capo Stratega dei 75° Hunger Games) ed Haymitch, da cui apprende che Peeta, Johanna ed Enobaria (tributo femmina del Distretto 2) sono stati catturati da Capitol City. In seguito, Katniss viene informata del piano segreto stabilito tra alcuni concorrenti del reality, che prevedeva di mantenere lei e Peeta in vita quali simboli di una nuova ribellione, piano in cui Beetee avrebbe dovuto distruggere il campo di forza, così come invece ha fatto lei. Come se tutto ciò non bastasse, Katniss viene a scoprire da Gale, anche lui a bordo dell'hovercraft, che il Distretto 12 è stato distrutto dalle bombe incendiarie di Capitol City, molto probabilmente per punire lei e la sua fuga dall’arena.

## Temi
Uno dei temi principali del romanzo è la sopravvivenza. Un altro dei temi è interdipendenza contro indipendenza. Katniss e Peeta possono essere entrambi considerati interdipendenti. Essi si aiutano
l'un l'altro per sopravvivere, dando maggiore importanza alla vita dell'altro. Questo aumenta le possibilità di ognuno di venire uccisi.
Il controllo governativo è un altro dei temi principali della serie. Dopo la sconfitta di un precedente tentativo di ribellione, Capitol City impone ai suoi cittadini di sottostare a regole restrittive. Ad esempio, la 75ª edizione annuale degli Hunger Games obbliga Katniss e Peeta a ritornare nuovamente a combattersi. Vengono mandati nuovi Pacificatori nei vari distretti così da reprimere ogni fervore rivoluzionario da parte degli abitanti. Altri temi presenti nel libro includono moralità, obbedienza, sacrificio, redenzione, amore e legge.

## Adattamento cinematografico
Dal libro è stato tratto un film, uscito nelle sale statunitensi il 22 novembre 2013 e in quelle italiane il 27 novembre. La regia è affidata a Francis Lawrence. Nel cast figurano Jena Malone nel ruolo di Johanna Mason, Philip Seymour Hoffman nel ruolo di Plutarch Heavensbee, Lynn Cohen nel ruolo di Mags, Sam Claflin nel ruolo di Finnick, e Jeffrey Wright nel ruolo di Beetee.

## Edizioni
- Suzanne Collins, La ragazza di fuoco, traduzione di Simona Brogli e Fabio Paracchini, Milano, Mondadori, 2010, ISBN 978-88-04-60352-8.
- Suzanne Collins, La ragazza di fuoco, collana Oscar Mondadori, traduzione di Simona Brogli e Fabio Paracchini, Milano, Mondadori, 2013, ISBN 978-88-04-63222-1.
- Suzanne Collins, La ragazza di fuoco, in Oscar Fantastica, traduzione di Simona Brogli e Fabio Paracchini, Milano, Mondadori, 2016, ISBN 978-88-04-67263-0.
- Suzanne Collins, La ragazza di fuoco, in Oscar Fantastica, traduzione di Simona Brogli e Fabio Paracchini, Milano, Mondadori, 2019, ISBN 978-88-04-71672-3.